# جاك كونور (لاعب كرة قدم)
جاك كونور (بالإنجليزية: Jack Connor)‏ (25 يوليو 1934 في المملكة المتحدة - 6 مارس 2010 في المملكة المتحدة) هو لاعب كرة قدم بريطاني في مركز الدفاع. لعب مع نادي بريستول سيتي وهدرسفيلد تاون ونادي فورمبي ‏.

## وصلات خارجية
- جاك كونور على موقع قاعدة بيانات كرة القدم.إي يو (الإنجليزية)